# Jesper Olsen
Jesper Olsen (født 20. marts 1961 i Faxe, Danmark) er en dansk tidligere professionel fodboldspiller som bedst er kendt for at have spillet for Ajax Amsterdam og Manchester United. Olsen var for det meste venstre fløj, og han spillede for det danske fodboldlandshold, hvor han scorede fem mål i 43 kampe. Han repræsenterede Danmark ved EM i fodbold 1984 og VM i fodbold 1986.

## Karriere
Næstved IF
Han startede sin seniorkarriere i Næstved IF, og han fik sin debut for det danske landshold i juli 1980 i en venskabskamp mod Sovjetunionen. Han var på en lærlingekontrakt for Arsenal FC i 1978-79, hvor han scorede et mål i en reserveholdskamp. Efter et mislykket forsøg for Ajax på at få Jesper til deres klub i juli 1980, tog han dertil i juli 1981.

### Ajax
Mens han spillede for Ajax, blev Olsen kendt for sin del i den berygtede "passed penalty"-rutine, som han udførte sammen med Johan Cruyff. Da Cruyff fik et straffespark i en hollandsk Eredivisie-kamp mod Helmond Sport den 5. december 1982, med en 1-0-føring til Ajax, skød Cruyff bolden sidelæns ud til Olsen som returnerede den til Cruyff, hvorefter hollænderen skød bolden forbi en forvirret målmand og scorede dermed til 2-0. Det var tilladt i henhold til dommeren, fordi straffesparket var et direkte frispark, så det kan også blive taget indirekte. Under sit ophold i Ajax, fik Olsen øgenavnet De Vlo (Loppen) på grund af sin kropsholdning og evne til at vride sig, dreje og hoppe for at undgå tackler. Han blev også kaldet "Den urørlige". Ajax-træneren Kurt Linder betragtede i 1981-82 Olsen som en af de mest talentfulde spillere i den unge Ajax-trup. Både teknisk og taktisk var han fænomenal.
Jesper Olsen vandt Eredivisie 1981-82-mesterskabet i sin første sæson i klubben. Sæsonen efter, 1982-83, forsvarede Ajax succesfuldt Eredivisie-titlen, og de vandt også Dutch Cup og fuldførte dermed en double.

### Manchester United
Olsen flyttede fra Amsterdam til England i juli 1984, hvor han tilsluttede sig Manchester United. Her hjalp han United med at vinde FA Cup i 1985, og han scorede i alt 24 mål i sin fireårige periode i klubben.
Jesper Olsen havde en vanskelig tid i sine sidste år i Manchester United. Han skulle tilpasse sig det engelske spil og havde svært ved at udvikle sine fodboldevner. Olsens Manchester United-karriere endte i 1988-89-sæsonen, og han skiftede til Bordeaux i Frankrig, hvorefter han senere tog til Caen for at spille som defensiv fløj. Efter at have fået en alvorlig skade forlod han Caen og blev pensioneret i 1992, på trods af tilbud fra engelske hold som Blackburn Rovers og Nottingham Forest.

### Landsholdet
Jesper Olsen fik 43 landskampe og debuterede på landsholdet i en venskabskamp mod Sovjetunionen i Moskva d. 12. juli 1980.
Jesper Olsen scorede to gange i kvalifikationen til EM 1984, herunder et mål i sidste minut i 2-2-opgøret mod England. Han blev valgt til at repræsentere Danmark i slutrunden og spillede to kampe, herunder Danmarks semifinale mod Spanien. Kampen endte 1-1, og selvom Olsen scorede i straffesparkkonkurrencen, blev Danmark slået ud, da Preben Elkjær brændte sit forsøg.
Jesper Olsen var også med til at kvalificere Danmark til VM i 1986, hvor han efterfølgende spillede alle fire kampe ved VM-slutrunden og scorede hele tre gange.
Han vil imidlertid altid blive husket for at have lavet en stor fejltagelse i ottendedelsfinalen mod Spanien. Først gav han Danmark en føring ved at score på et straffespark, men efter en halv times spil, fik han bolden af målmanden Lars Høgh. Da han forsøgte at aflevere bolden tilbage til Høgh, endte hans aflevering med at havne lige foran Emilio Butragueño i stedet. Den spanske angriber udlignede, og han endte med at score fire mål i kampen, som Danmark tabte 1-5 .. Derefter blev betegnelsen en rigtig Jesper Olsen indsat i den danske ordbog.
Jesper Olsen blev også udtaget til Danmarks trup i EM 1988, men spillede ikke en eneste kamp i turneringen.

### Pensionering
Han har holdt lav profil siden sin pensionering som spiller, og han bor nu i Brighton, Victoria, Australien. Han blev indlagt på hospitalet den 4. maj 2006 efter at have fået en hjerneblødning. Han var netop hjemvendt fra løbetur, da han første gang følte tegn på blødningen, og sagde: "Det var skræmmende at føle tab af kontrol".
Efter behandlingen af blødningen besøgte Olsen Australiens træner Guus Hiddink under Australiens VM-forberedelseslejr i Melbourne. Olsen var bekendt med Hiddink gennem sine venner Søren Lerby og Frank Arnesen. "Jeg har det godt, men det var en temmelig skræmmende oplevelse", fortalte Olsen til den hollandske avis De Telegraaf. Avisen beskrev Jesper Olsen som lidt træt i sit udseende, men ellers optrådte han, som han plejede.

### Melbourne Heart
I november 2009 blev Jesper Olsen hyret som assistenttræner i den australske klub Melbourne Heart.

## Hæder
- Den hollandske Eredivisie: 1982 og 1983
- KNVB Cup: 1983
- FA Cup: 1985